# Пауелтон (Западна Вирџинија)
Пауелтон (енгл. Powellton) насељено је место без административног статуса у америчкој савезној држави Западна Вирџинија.

## Демографија
По попису из 2010. године број становника је 619, што је 1.177 (-65,5%) становника мање него 2000. године.
| Група             | 2000.         | 2010.       |
| Белци             | 1.576 (87,8%) | 563 (91,0%) |
| Афроамериканци    | 168 (9,4%)    | 50 (8,1%)   |
| Азијати           | 3 (0,2%)      | 0 (0,0%)    |
| Хиспаноамериканци | 7 (0,4%)      | 3 (0,5%)    |
| Укупно            | 1.796         | 619         |